# 佐竹義峯
佐竹 義峯（さたけ よしみね）は、江戸時代中期の大名。出羽国久保田藩5代藩主。佐竹氏第23代当主。官位は従四位下・侍従、右京大夫、左近衛少将。

## 生涯
3代藩主・佐竹義処の弟で出羽岩崎藩初代藩主・佐竹義長の次男として誕生。母は松浦信忠の娘（松浦鎮信の養女）・聖相院。幼名は仙寿丸、求馬。初名は義恭（よしゆき）。
元禄15年（1702年）10月15日、5代将軍・徳川綱吉に御目見する。正徳5年（1715年）9月12日、先代藩主・佐竹義格の末期養子として家督を相続した。義峯は義格の従兄に当たり、義格より年長であった。同年9月28日、7代将軍・徳川家継に御目見する。同年12月18日、従四位下侍従・右京大夫に叙任する。享保2年（1717年）4月15日、初めてお国入りする許可を得る。延享元年（1744年）12月16日、左少将に任官する。
義格と違って暗愚な人物で、倹約令を廃止して贅の限りを尽くし、藩財政がそれにより危うくなると家臣の知行を借り上げるなどして凌ぐ有様であった。寛延元年（1748年）には凶作が起こって、藩財政は破綻寸前となる。また、後継者に恵まれず、義峯本人は一族の佐竹義明を養子に望むものの、家老らの反対により、最終的に同じく一族の佐竹義堅を養子に迎えることになった。
寛延2年（1749年）8月10日、60歳で死去し、跡を養嗣子・義堅の長男・義真が継いだ。法号は円明院月翁智心。墓所は秋田県秋田市泉三嶽根の天徳寺。

## 逸話
義峯（義和の逸話とも言われることもある）は江戸で、傘の代わりにもなるほどの大きさの秋田のフキの自慢をしたところ、他の大名から信じてもらえなかった。領民は山野を捜索して2本の巨大フキを発見した。それを江戸に運び、藩邸で他の大名に見せ、名誉を回復したという。この後、巨大な秋田蕗の存在が国中に知られることになったといわれている。
これは馬場文耕が秋田騒動を描いた『秋田杉直物語』に佐竹義峯の事として載っている逸話で、馬場文耕は宝暦8年12月29日（1759年1月27日）に処刑されているので、佐竹義和のものとするのには矛盾が発生する。また、山本周五郎の小説『蕗問答』（1940年）では、義和の父である佐竹義敦のエピソードとされている。

## 系譜
- 父：佐竹義長（1655-1741）
- 母：聖相院 - 松浦鎮信の養女、松浦信忠の娘
- 養父：佐竹義格（1695-1715）
- 正室：利姫、円宗院（1702-1745） - 黒田長清の娘
- 側室：保野（ほの）、寛厚院（1698-1734） - 安田氏
  - 長女：照（蓮寿院）（1720-1786） - 松平定喬正室
  - 次女：冨（玉鳳院）（1722-1744） - 戸田光雄正室
  - 三女：花顔清空童女（1724-1724） - 夭折
  - 四女：直（光源院）（1729-1748） - 佐竹義明正室
  - 長男：仙壽丸（1731-1732） - 夭折
  - 五女：壽（本清院）（1734-1798） - 松浦邦正室
- 側室：伊與、心涼院（?-1735） - 永田氏
  - 次男：陽山瞬光童子（1735-1735） - 夭折
- 養子
  - 男子：佐竹義堅（1692-1742） - 佐竹義都の長男
  - 男子：佐竹義真（1728-1753） - 佐竹義堅の長男

## 偏諱を受けた人物
義峯時代
- 渋江峯光（家臣）
- 伊達峯宗（家臣）
- 多賀谷峯経（家臣）
- 多賀谷峯家（家臣、戸村義見の次男で峯経の養子）
- 多賀谷峯章（家臣、戸村義見の三男で峯経の養子）